# 국제 사이모에 리그
국제 사이모에 리그(International Saimoe League)는 인터넷 상에서 실시하는 애니메이션 캐릭터 인기투표 이벤트다. 국사모(ISML)라고 줄여 부르는 경우도 많다. 영어권의 애니메이션 커뮤니티 Animesuki를 배경으로 minhtam1638이 2008년 처음 개최하였으며, 현재는 독립된 운영진이 주관하고 있다.

## 개요
- 일본의 사이모에 토너먼트와 대한민국의 최고모에토너먼트를 모태로 삼아 생겨난 애니메이션 캐릭터 인기투표 대회이다.
- 홈페이지 언어는 영어를 기본으로 한다. 일부 페이지에 대해서는 다국어를 지원한다.
- 리그전과 싱글 엘리미네이션 토너먼트 방식으로 진행되는 애니메이션 캐릭터 인기투표이다.

## 역사

### 2008년

#### 정규시즌
64명이 참가하였으며, 2008년 4월 1일 GMT0200부터 8월 21일 0200GMT까지 열렸다.
기간별 우승자(목걸이 수여자) 및 정규시즌 우승자
| 기간               | 우승자                                     |
| ------------------ | ------------------------------------------ |
| 아쿠아마린         | 샤나(작안의 샤나)                          |
| 토파즈             | 사쿠라자키 세츠나(네기마!?)                |
| 자수정             | 히이라기 카가미(러키☆스타)                 |
| 사파이어           | 후지바야시 쿄(클라나드)                    |
| 에메랄드           | 히이라기 카가미(러키☆스타)                 |
| 루비               | 스즈미야 하루히(스즈미야 하루히의 우울)    |
| 다이아몬드         | 스즈미야 하루히(스즈미야 하루히의 우울)    |
| 정규 시즌 최종우승 | 페이트 T. 하라오운(마법소녀 리리컬 나노하) |

국제사이모에리그 정규시즌의 참가자는 2006년 및 2007년 사이모에토너먼트 16강 이상, 2006년 및 2007년 최고모에토너먼트 16강 이상, 2006~2007 슈퍼모에토너먼트 16강 이상을 기록한 자동진출 캐릭터(47명)와, 정규시즌 시작 이전에 추천받은 캐릭터 중 상위 17명을 합쳐 64명으로 구성되었다. 모에토너먼트 사상 최초로 '모두와 모두가 맞붙는' 풀리그 방식을 채택하였다. 그 결과 총 2016경기를 하게 되었으며, 이들을 보석 이름을 딴 일곱 기간(period)로 나누고, 각 기간마다 아홉 경기일을 배정해 한 경기일에 32경기를 진행하였다. 또한, 각 기간의 우승자에게는 그 보석의 이름을 딴 '목걸이'를 수여하였다.
국사모는 또한, 다른 모에토너먼트에서 찾아보기 힘들었던 몇가지 특징을 가졌다.

1. 소개란(6개국어) 및 규정란(4개국어)에서 다국어를 지원하였다.

2. 각 캐릭터 소개를 모두 작성하였다.

3. 각 경기일마다 3개 이상의 '주요 경기'를 선정해 자세히 소개하였다.

4. 스타워즈를 모방해 현재 경기 상황을 표시한 지도("Space Opera")를 제작하였다.

5. 배너 및 로고 공모 이벤트를 시행하였다.

그러나 오류에 대한 피드백이 제대로 이루어지지 않고, 업데이트가 늦는 등의 문제가 있어 이러한 특징들은 크게 부각되지 못하였다.
아쿠아마린1에서는 총투표수 200표 정도로 출발하였으며, 이후 베트남의 네기마 지원단이 개입한 토파즈 기간에는 총투표수 600가까이를 기록하였으나, 자수정 기간에는 다시 300 이하로 줄어들었다. 이때를 틈타 교토 애니메이션(이하 쿄애니) 지지 커뮤니티가 개입했으며, 이후 모든 목걸이가 쿄애니 캐릭터에게 돌아가고 시즌 최종결과 상위 8명 중 6명이 쿄애니 캐릭터가 되는 결과를 낳았다. 그러나, 정작 시즌 1위는 페이트 T. 하라오운(마법소녀 리리컬 나노하)이 차지하였다.

#### 포스트시즌
정규시즌에서 상위 16명이 참가하였으며, 2008년 9월 30일 GMT0200부터 11월 5일 0200GMT까지 열렸다.
| 연도 | 우승                                       | 준우승                              |
| ---- | ------------------------------------------ | ----------------------------------- |
| 2008 | 페이트 T. 하라오운(마법소녀 리리컬 나노하) | 나가토 유키(스즈미야 하루히의 우울) |

포스트시즌은 더블엘리미네이션 방식으로 치러졌으며
, 포스터 및 PV 제작등 홍보도 본격화했다. 최고모에토너먼트와 겹치는 기간이었기에 애니존의 최고모에토너먼트 게시판을 통해 많은 수의 한국인이 유입되어 한국인 비중이 많아졌다. 한국인 여성향 세력의 지지로 이즈미 코나타(럭키스타)가 4위에 오르는 기염을 토했다. 한편, 사이모에토너먼트에서 우승한 히이라기 카가미(럭키스타)는 역풍을 맞아 3위에 그쳤으며, 페이트 T. 하라오운과 나가토 유키가 맞붙은 결승전에서는 총득표수 2176표를 기록해 대규모 대회로 성장하는데 성공하였다.

### 2009년

#### 추천단계 및 예선
추천단계는 2009년 1월 1일부터 1월 7일 사이에 있었다. 추천단계에서는 한 사람이 최대 8명의 캐릭터에게 각각 10,8,6,5,4,3,2,1점 중 하나의 점수를 부여하여 추천할 수 있었다. 추천 대상은 19금 애니메이션을 제외한 애니메이션에 충분한 시간 동안 출연한 신원을 확인할 수 있는 여성 캐릭터로서 자동참가대상이 아닌 자였다. 추천단계에서 48명이 선출되었으며,이들은 27개의 정규시즌 진출권을 두고 2009년 1월 15일부터 2월 16일까지 총 8회의 예선전을 진행했다. 예선전은 각 회 해당자들을 4개조(7회차는 2개조, 8회차는 1개조)로 나누어 각 조 1위만이 본선에 진출하고 나머지는 다음 회의 예선전에 진출하며, 8회차에서도 본선에 진출하지 못한 캐릭터는 전원 탈락하는 방식이었다. 예선전 결과 26명의 신규 진출자가 확정되었다.

#### 정규시즌
64명이 참가했으며, 2009년 3월 16일 GMT1200부터 8월 29일 1200GMT까지 열렸다.
진행방식은 2008년과 비슷했다.
기간별 우승자(목걸이 수여자) 및 정규시즌 우승자
| 기간               | 우승자                              |
| ------------------ | ----------------------------------- |
| 아쿠아마린         | 사카가미 토모요(클라나드)           |
| 토파즈             | 나가토 유키(스즈미야 하루히의 우울) |
| 자수정             | 스이긴토(로젠메이든)                |
| 사파이어           | 샤나(작안의 샤나)                   |
| 에메랄드           | 스이세이세키(로젠메이든)            |
| 루비               | 카츠라 히나기쿠(하야테처럼!)        |
| 다이아몬드         | 신쿠(로젠메이든)                    |
| 정규 시즌 최종우승 | 샤나(작안의 샤나)                   |

2009년의 국사모는 기본적으로 2008년의 특징을 유지했으나, 크게 네 가지 측면에서 변화를 시도하였다.

또한, 이러한 변화가 2008년과는 다르게 충분한 준비기간을 두고 철저하게 이루어졌다. 그 결과, 비난이 줄어들었고 특징을 부각시키는데에도 성공하였다.
1. 통계란을 신설해 각 경기 결과 및 주요 경기 소개, Space Opera 지도를 일목요연하게 정리하였다.

2. 포럼을 신설해 피드백 및 토론이 기존 Animesuki Forum의 스레드뿐 아닌 독립된 포럼에서도 이루어지도록 했다. 포럼에서는 경기 결과에 대한 토의 이외에도 Space Opera 지도를 이용한 팩션 창작, 캐릭터 이미지/번역/PV 등에 대한 건의, 국사모 공식 '화제의 경기 소개' 작성 등이 이루어지고 있다.

3. 기존에 소개란과 규정란에만 그쳤던 다국어 지원을 투표, 스케줄란에까지 확대하고 캐릭터 소개도 일부 다국어화했다. 또한, 지원 언어를 12개(초기 10개)로 늘려 현행 모토 중 가장 많은 언어를 지원하고 있다.

4. 캐릭터 소개의 내용과 표시방식을 개선하고, 관련 내용을 다른 게시판에 올릴 수 있는 태그를 제공하는 등 시스템적인 개선을 이뤘다.
2009년 국사모는 총투표수 2000을 약간 못 넘기는 수준에서 출발하였으나, 중반 이후 총투표수 3000 내외를 유지했다. 초기에는 클라나드가 절대적인 세력을 과시하였으나, 토파즈 기간 중반 이후부터는 약간 약해졌다. 하지만 시즌 상위 4인 중 셋(8인 중 넷)이 쿄애니 캐릭터로 나타나는 등 클라나드를 포함한 쿄애니 강세는 이어졌다. 그러나 정작 우승은 샤나에게 돌아갔으며, 이로써 샤나는 '모에토너먼트 사상 가장 화려한 이력을 가진 캐릭터'로서의 명성을 이어가게 되었다. 한편, 자수정 기간 이후 타이완 기반의 로젠연방(로젠메이든 지지세력)의 한 분파가 조직적으로 개입해 목걸이 획득 공작을 펼쳐 인기순위 상위 3인이 모두 목걸이를 받는 진기록을 연출했다.

#### 포스트시즌
정규시즌에서 상위 16명이 참가하였으며, 2009년 9월 28일 GMT1500부터 11월 6일 1500GMT까지 열렸다.
| 연도 | 우승                         | 준우승            |
| ---- | ---------------------------- | ----------------- |
| 2009 | 카츠라 히나기쿠(하야테처럼!) | 샤나(작안의 샤나) |

포스트시즌은 더블 엘리미네이션 토너먼트 방식으로 치러졌으며
, 포스터 및 PV의 수준은 작년보다 더 좋아졌다. 2009년 국사모 포스트시즌에서 달라진 점은 몇 가지 있다.
1. 다음해의 대회에서 추천을 거치지 않고 바로 예선전으로 직행할 자격을 획득할 수 있는 Relegation Tournament 라는 것도 함께 열렸다. 참가자는 정규시즌에서 50%이상의 승률을 달성하지 못한 후보자 중 35~48위까지의 14명이다. 전체 방식은 스위스 시스템[8]으로 진행되며, 상위 5명은 추천을 거치지 않고 2010년 국사모 예선전으로 직행한다.
2. 국사모 포럼에서 결과표뿐만 아니라 타임 그래프, 국가별 투표 분포가 함께 제공되었다.
3. 다음해의 대회에 출전 가능성이 있는 후보자의 전력이나 사람들의 성향 등을 알아보기 위한 시범 경기도 열렸다.

대회 내용면에서 눈에 띄는 점은 정규시즌에서 자수정 기간부터 활약했던 로젠 연방(로젠 메이든 지지세력)이 별로 활약하지 못하고 물러난 것, 정규시즌 11위인 히나기쿠가 1위인 샤나를 꺾은 것 등이다. 한편, 결승전에서 총 투표수가 4,223표에 달하는 등 투표 참여자수도 전년도에 비해 많이 늘었다.

### 2010년

#### 추천단계 및 예선
2010년 1월 1일~1월 7일까지 추천이 진행되었다. 대회 참가 자격조건은 2009년 12월 31일 이전에 발표된 야애니를 제외한 일본 애니메이션에 규칙적으로 출연하거나 스토리상 중요성을 가지는 캐릭터로서, 이름 혹은 신원을 확인할 수 있는 보편적 수단을 소유하고 있고, 인간 여성의 외모와 특징을 가진 캐릭터이다. 또한, 추천란 위에 게시되어 있는 본선 및 예선 자동진출대상자는 추천대상이 될 자격을 상실한다. 한 사람이 최소 3개 이상의 작품에서 총 4~12캐릭터를 추천할 수 있으며, 한 사람이 추천한 캐릭터들은 자격 조건을 만족시킬 경우 각각 1표씩을 획득한다. 2010년 2월 1일부터는 예선전이 시작되었다.

#### 정규시즌
50명이 참가했으며, 2010년 3월 21일 GMT1500에서 8월 9일 GMT1500까지 열렸다.
진행 방식은 기존과 유사하나 연장전이 사라졌다.
기간별 우승자(목걸이 수여자) 및 정규시즌 우승자
| 기간               | 우승자                              |
| ------------------ | ----------------------------------- |
| 아쿠아마린         | 아키야마 미오(케이온!)              |
| 토파즈             | 아이사카 타이가(토라도라!)          |
| 자수정             | 나가토 유키(스즈미야 하루히의 우울) |
| 사파이어           | 샤나(작안의 샤나)                   |
| 에메랄드           | 샤나(작안의 샤나)                   |
| 루비               | 미사카 미코토(어떤 과학의 초전자포) |
| 다이아몬드         | 샤나(작안의 샤나)                   |
| 정규 시즌 최종우승 | 샤나(작안의 샤나)                   |

샤나가 다이아몬드라운드 목걸이와 최종1위를 거머쥐면서 국사모 역사상 최초의 5목걸이, 정규시즌 2연패의 기록을 달성하였다.

#### 포스트시즌
정규시즌에서 상위 16명이 참가하며, 2010년 9월 5일 GMT1500에서 10월 1일 1500GMT까지 열렸다.
포스트시즌은 기존과 동일하게 더블 엘리미네이션 토너먼트 방식으로 진행되었다.
대회 내용면에서 눈에 띄는 점은 나카노 아즈사의 활약, 결승전에서 아키야마 미오가 미사카 미코토를 큰 차이로 이긴 것 등이 있다.
| 연도 | 우승                   | 준우승                              |
| ---- | ---------------------- | ----------------------------------- |
| 2010 | 아키야마 미오(케이온!) | 미사카 미코토(어떤 마술의 금서목록) |

### 2011년

#### 추천단계 및 예선
추천은 2011년 2월 6일부터 2월 13일까지 이루어졌다. 4000개가 넘는 추천이 들어왔고, 추천수에 따라 96명의 예선 진출자를 가렸다. 2011년부터는 본선 자동진출이 폐지되어, 예선 자동진출자와 추천 통과자를 합한 144명이 3라운드에 걸쳐 예선을 벌여 50명의 본선 진출자를 가렸다. 예선은 2011년 2월 27일부터 4월 7일까지 진행되었다.

#### 정규시즌
정규시즌은 2011년 4월 24일부터 10월 4일까지 진행될 예정이다. 각 기간의 끝에 목걸이 수여자를 가리는 '목걸이 최종전(Necklace Showdown)'이 8라운드로 추가되었다. 목걸이 최종전에는 그 기간의 상위 7명이 진출하여, 득표율과 그들이 이긴 캐릭터의 강력함을 환산한 점수(SDO)를 곱해 가장 높은 캐릭터가 목걸이를 받는다. 또한 각 캐릭터는 1년에 1번만 목걸이를 받을 수 있게 되어서, 상위 7명 중 목걸이를 이미 받은 캐릭터는 제외되고 그 밑의 순위의 캐릭터가 목걸이 최종전에 진출한다.
목걸이 수여자 및 정규시즌 우승자
| 기간               | 목걸이 수여자                                    |
| ------------------ | ------------------------------------------------ |
| 아쿠아마린         | 미사카 미코토(어떤 마술의 금서목록)              |
| 토파즈             | 타치바나 카나데(Angel Beats!)                    |
| 자수정             | 나가토 유키(스즈미야 하루히의 우울)              |
| 사파이어           | 고코우 루리(내 여동생이 이렇게 귀여울 리가 없어) |
| 에메랄드           | 아이사카 타이가(토라도라!)                       |
| 루비               | 샤나(작안의 샤나)                                |
| 다이아몬드         | 유클리우드 헬사이즈(이것은 좀비입니까?)          |
| 정규 시즌 최종우승 | 타치바나 카나데(Angel Beats!)                    |

#### 포스트시즌
2011년 역시 정규시즌 상위 16명이 포스트시즌 진출권을 획득하였다. 2011년 10월 30일 GMT 15:00부터 시작되었고, 결승전은 11월 15일 GMT 15:00부터 24시간동안 진행되었다. 2011년 대회에서는 대회 진행에 관한 근본 규정이 수정되어, 포스트시즌은 더블 엘리미네이션이 아닌 싱글 엘리미네이션 토너먼트의 형식으로 진행되었다.
포스트시즌 들어서 JC Staff 계열 캐릭터들의 득표력이 급격히 상승하면서, 정규시즌에서 파죽지세의 전승을 거둔 타치바나 카나데가 샤나에게 불의의 일격을 당해 패배하였다. 이후 역대 결승전 중에서 가장 큰 피득표수를 보이며 정규시즌 준우승자인 미사카 미코토가 5위인 샤나를 꺾고 우승자의 자리를 차지하였다.
| 연도 | 우승                                | 준우승            |
| ---- | ----------------------------------- | ----------------- |
| 2011 | 미사카 미코토(어떤 마술의 금서목록) | 샤나(작안의 샤나) |

## 같이 보기
- 사이모에 토너먼트(일본) - 최초의 모에토너먼트
- 최고모에토너먼트(한국) - 사이모에 토너먼트에서 유래한 대한민국의 유사 대회.
- 애니코드애니송토너먼트(한국) - 사이모에 토너먼트에서 유래한 대한민국의 애니송인기투표페스티벌

## 관련 사이트
- 국제사이모에리그 홈페이지(영어):https://web.archive.org/web/20090427053223/http://www.internationalsaimoe.com/
- Animesuki 2008년도 국사모 페이지(영어):http://forums.animesuki.com/showthread.php?t=60788
- Animesuki 2009년도 국사모 페이지(영어):http://forums.animesuki.com/showthread.php?t=75375
- 국제사이모에리그 공식 포럼(영어): http://www.internationalsaimoe.com/forum/